# Енбекшинский район
Енбекшинский район (каз. Еңбекші ауданы) — административно-территориальная единица города Шымкента в Казахстане. Образован в 1932 году. Енбекшинский район характеризуется наличием крупных промышленных предприятий с многочисленными рабочими местами.

## Состав
На территории Енбекшинского района расположено 23 микрорайона (микрорайон «Север», «Восток», «Азат», «Сайрам», «Шапагат», «Улагат» бывш. Пахтакор, 18-й, 16-й, 17-й, 11-й, 12-й и др.), 336 проездов, улиц и проспектов (ул. Рыскулова, Сайрамская, Жибек-Жолы, Туркестанская, проспект Тауке-хана и др.).

## Население
Национальный состав района (на начало 2019 года):
- казахи — 187 031 чел. (63,25 %)
- узбеки — 44 531 чел. (15,06 %)
- русские — 41 606 чел. (14,07 %)
- татары — 4 545 чел. (1,54 %)
- азербайджанцы — 3 519 чел. (1,19 %)
- турки — 3 454 чел. (1,17 %)
- корейцы — 3 041 чел. (1,03 %)
- курды — 2 039 чел. (0,69 %)
- украинцы — 1 256 чел. (0,42 %)
- чеченцы — 758 чел. (0,26 %)
- персы — 577 чел. (0,20 %)
- немцы — 563 чел. (0,19 %)
- уйгуры — 329 чел. (0,11 %)
- киргизы — 306 чел. (0,10 %)
- таджики — 305 чел. (0,10 %)
- греки — 273 чел. (0,09 %)
- башкиры — 187 чел. (0,06 %)
- другие — 1397 чел. (0,47 %)
- Всего — 295 717 чел. (100,00 %)

## Акимы
1. Кайназаров, Валихан Анарбайулы (01.2005 - 09.2007)[5].
2. Куртаев, Алимжан (с 13 августа 2012 года по 1 июля 2013 года)[6].
3. Ильясов, Галымжан (с 01.07.2013 — 06.2021)[7].
4. Есильбек, Досбол Куздикбаевич (c 30.06.2021)[8]

## Экономика
В районе действуют 32 крупных и средних предприятий, производящих разнообразную готовую продукцию.
В Енбекшинском районе расположен нефтеперегонный завод, а также завод асбоцементных конструкций, карданных валов, шиферный и кирпичный заводы; осуществляется текстильное и мебельное производство. В советское время работало крупное фосфорное предприятие. Также в Енбекшинском районе расположено предприятие по производству пива и безалкогольных напитков.
В районе зарегистрировано более 3492 предпринимательских субъектов, в том числе зарегистрировано 3334 малых, 126 средних и 23 крупных субъекта.

## Образование
В Енбекшинском районе расположены 27 общеобразовательных школ и 21 дошкольных учреждений. Также имеется 1 высшее (частное), 5 средне-специальных учебных заведений и 1 профессионально-технический лицей.

## Здравоохранение
Жителей Енбекшинского района обслуживают 5 амбулаторных учреждений, 9 стационаров, 2 родильных дома, 41 стоматологических клиник и 35 аптек.

## Культура
В Енбекшинском районе функционирует 10 общественных объединений, 3 национально-культурных центра, 25 религиозных объединений и филиалов.
На территории района расположен офис радио-компании «Юмакс».

## Границы
Енбекшинский район граничит в северной и южной части с Сайрамским районом; на востоке — с Толебийским и на западе — с Аль-Фарабийским районами.